# Villongo
Villongo [viˈlːoŋɡo] (Ilónch [iˈloŋk] in dialetto bergamasco) è un comune italiano di 8 209 abitanti nella provincia di Bergamo in Lombardia, situato a circa 220 metri di altitudine e a circa 60 chilometri a nord-est di Milano e a circa 25 chilometri a est di Bergamo. Villongo è suddiviso in 2 quartieri: San Filastro e Sant'Alessandro. Annovera tra le altre località Solarolo, Seranica e Isola.

## Geografia fisica

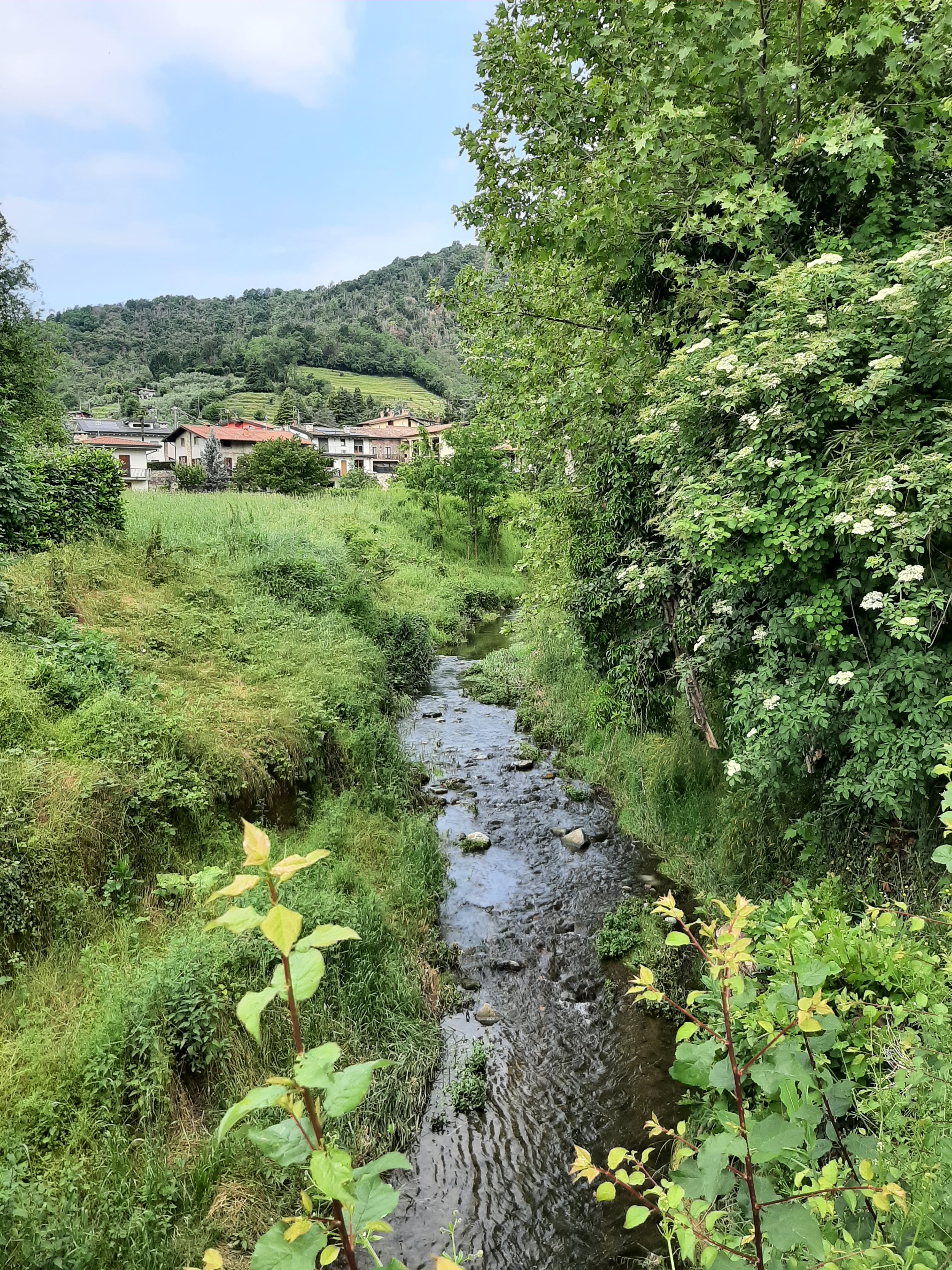
Un tratto del torrente Uria presso Villongo

### Clima
Il clima di Villongo rientra nel clima corrispondente alla fascia pedemontana della Lombardia. In particolare gode di inverni tipicamente collinari e di estati calde, ma grazie alla vicinanza ai monti riceve i venti freschi dai colli di san Fermo, proprio alle spalle, che riescono a scacciare l'afa opprimente estiva tipica invece della media - bassa pianura.
Come accennato, l'inverno risulta essere tipicamente collinare, nonostante il vicino lago d'Iseo, che rende il clima più mite, grazie alla vicinanza della pianura che svolge funzione di immagazzinare l'aria fredda come fosse un cuscino.
Così facendo le nevicate sono piuttosto frequenti, ma in presenza di un richiamo sciroccale da sud - est la zona della Valcalepio è una delle prime a cedere a causa della posizione molto esposta a questo tipo di vento mite, trasformando subito la neve in pioggia.
Anche le precipitazioni invernali sono modeste e si mantengono in media con quelle delle zone limitrofe.
Possibili sono anche temporali invernali o rovesci di neve magari dopo il passaggio di una perturbazione atlantica intensa seguita da aria fredda continentale.
La primavera è come ovunque una stagione di marcate differenze climatiche e termiche: notevoli sono le escursioni termiche diurne e notevole anche l'alternanza tra dominio atlantico e dominio anticiclonico con fasi fredde (solitamente a marzo). Anche qui le piogge sono parzialmente distribuite omogeneamente tra i 4 mesi primaverili. Inoltre, a causa della vivacità primaverile, sono frequenti i temporali.
L'estate è calda ma ventilata sia grazie alla vicinanza del lago sia grazie ai venti settentrionali provenienti dalla valle di Adrara e del Guerna.
Le precipitazioni estive sono quasi totalmente sotto forma di temporali ben distribuiti durante i mesi estivi. Frequenti sono anche i temporali intensi e le locali grandinate tra agosto e settembre principalmente.
L'autunno è la stagione più piovosa nella fascia pedemontana lombarda grazie all'effetto stau che le precipitazioni provocano quando impattano con i primi rilievi prossimi alla pianura. Più di 400 mm infatti è solo l'accumulo autunnale delle precipitazioni medie.
Qui le temperature subiscono un graduale calo che porterà all'inverno, ma talvolta o l'estate si prolunga un pelo di più o l'inverno si mostra in anticipo.
In generale, Villongo ha una media di precipitazioni annuali che si attesta sui 1200 mm, con possibili variazioni da anno a anno a seconda di periodi più o meno secchi, soprattutto in inverno (secca di gennaio).
La media di accumulo nevoso annuale è invece 40 – 50 cm, anche se ogni anno propone nuove variazioni in questo campo.

## Storia
I primi insediamenti stabili presenti sul territorio risalgono all'epoca romana, quando nel paese venne costituito un vicus, un aggregato di case e terreni, appartenente al pagus di Calepio. Tale origine è suffragata da alcuni ritrovamenti risalenti all'epoca imperiale, tra cui alcuni suppellettili.
Con la caduta dell'impero, dopo il periodo erulo, ostrogoto e bizantino il territorio vide un periodo di scarsa antropizzazione, in cui si presume sia stato interessato da insediamenti dei Longobardi, come si evince dal significato del toponimo: Villongo, difatti potrebbe stare ad indicare una proprietà di ” Villa” (termine con il quale si intendeva un piccolo nucleo abitativo soggetto all'influenza di un'entità superiore quale una chiesa plebana), con la caratteristica desinenza longobarda –ongo.
Successivamente vi fu l'insediamento della popolazione dei Franchi, i quali istituirono il Sacro Romano Impero e diedero vita al feudalesimo, elemento caratterizzante del Medioevo.
In quel periodo il territorio venne inserito nei possedimenti della famiglia dei conti Calepio, proprietaria di gran parte dei terreni e degli edifici più importanti del circondario. Questi mantennero il predominio su Villongo per alcuni secoli, traghettando il paese dal periodo medievale a quello della Repubblica di Venezia, epoca in cui il borgo venne inserito nella Contea di Calepio.
Nonostante questa apparente tranquillità e linearità degli avvenimenti, anche questi territori furono interessati dagli scontri di fazione tra guelfi e ghibellini, tanto da subire ritorsioni da parte dei Visconti, famiglia milanese acerrima nemica della Serenissima.
La situazione venne riportata alla normalità a partire dal XVI secolo, dopo di che il paese non vide più accadere episodi di rilievo, seguendo il destino politico del resto della provincia bergamasca, venendo, dopo la breve repubblica bergamasca annesso alla Repubblica Cisalpina nel 1797, per passare al Regno Lombardo-Veneto nel 1815 e venire definitivamente annesso al Regno d'Italia nel 1859.
Il comune di Villongo prese le dimensioni attuali solo nel 1927, quando i due centri di Villongo San Filastro e Villongo Sant'Alessandro, divisi dal 1724, vennero fusi in un unico comune.
Nello stesso anno le frazioni di Castione, Fosio, Rocco e Rudello, vennero aggregate al comune di Sarnico.

### Simboli
Lo stemma e il gonfalone sono stati concessi con decreto del presidente della Repubblica del 7 agosto 1992.
Le tre stelle alludono al paese di Villongo e alle frazioni di San Filastro e Sant'Alessandro.
Il gonfalone è un drappo partito di bianco e di rosso.

## Monumenti e luoghi d'interesse
A Villongo meritano di essere menzionati i principali edifici religiosi:
- la chiesa parrocchiale dedicata a san Filastro del XIV secolo.
- la chiesa di Sant'Alessandro in Agros in stile romanico, costruita tra il XII e XVII secolo.
- la chiesa della Santissima Trinità e Sant'Alessandro, principale luogo di culto cattolico di Villongo, in stile barocchetto lombardo, costruita tra il 1692 e il 1727.
- la chiesa di Sant'Anna.
- la chiesa di San Giacomo Apostolo del XV secolo.
- la cappella di San Rocco piccola chiesa posta sul sagrato della parrocchiale risalente al XIV secolo che conserva opere del Romanino.[9]

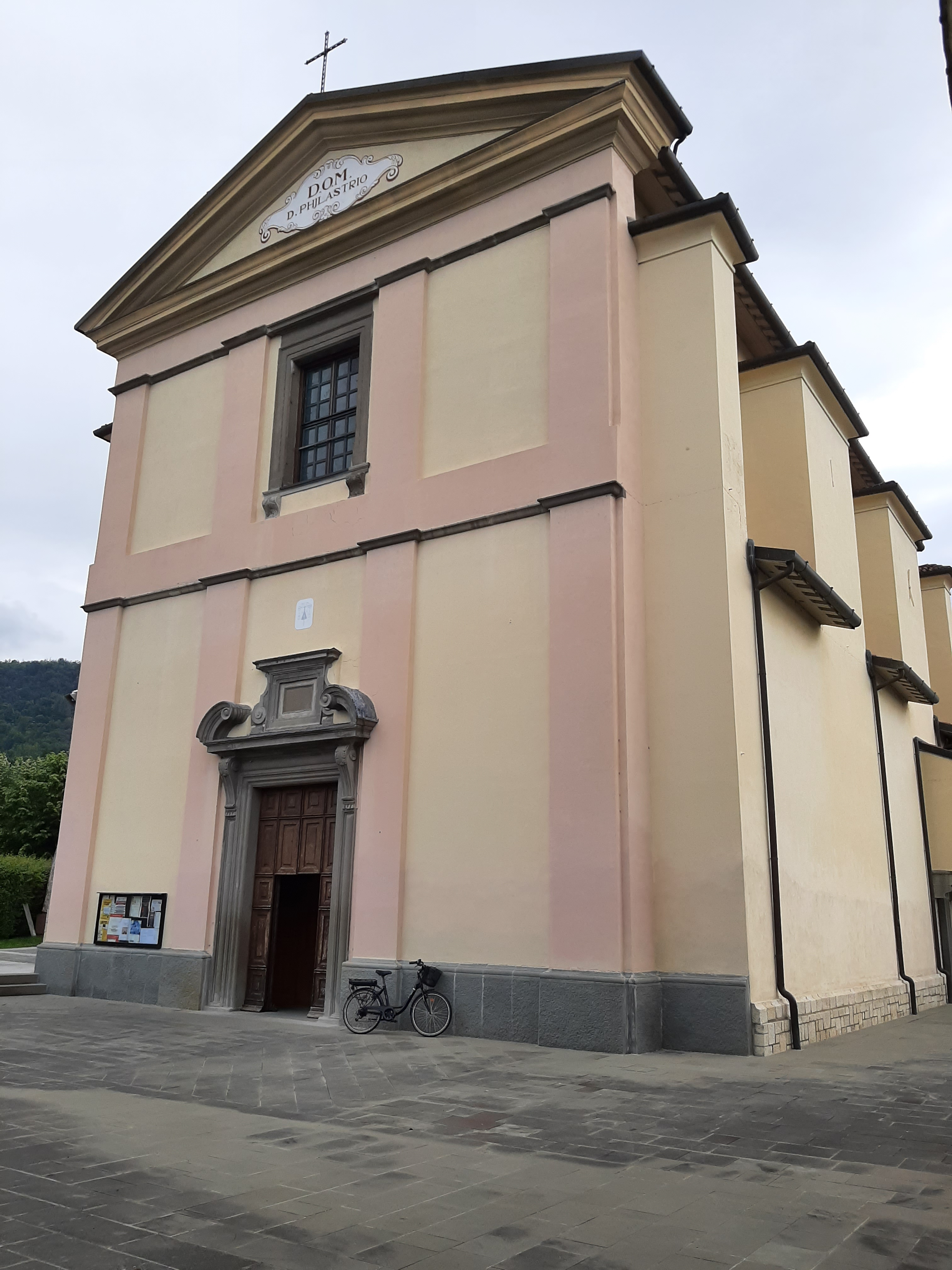
Facciata della chiesa di San Filastro
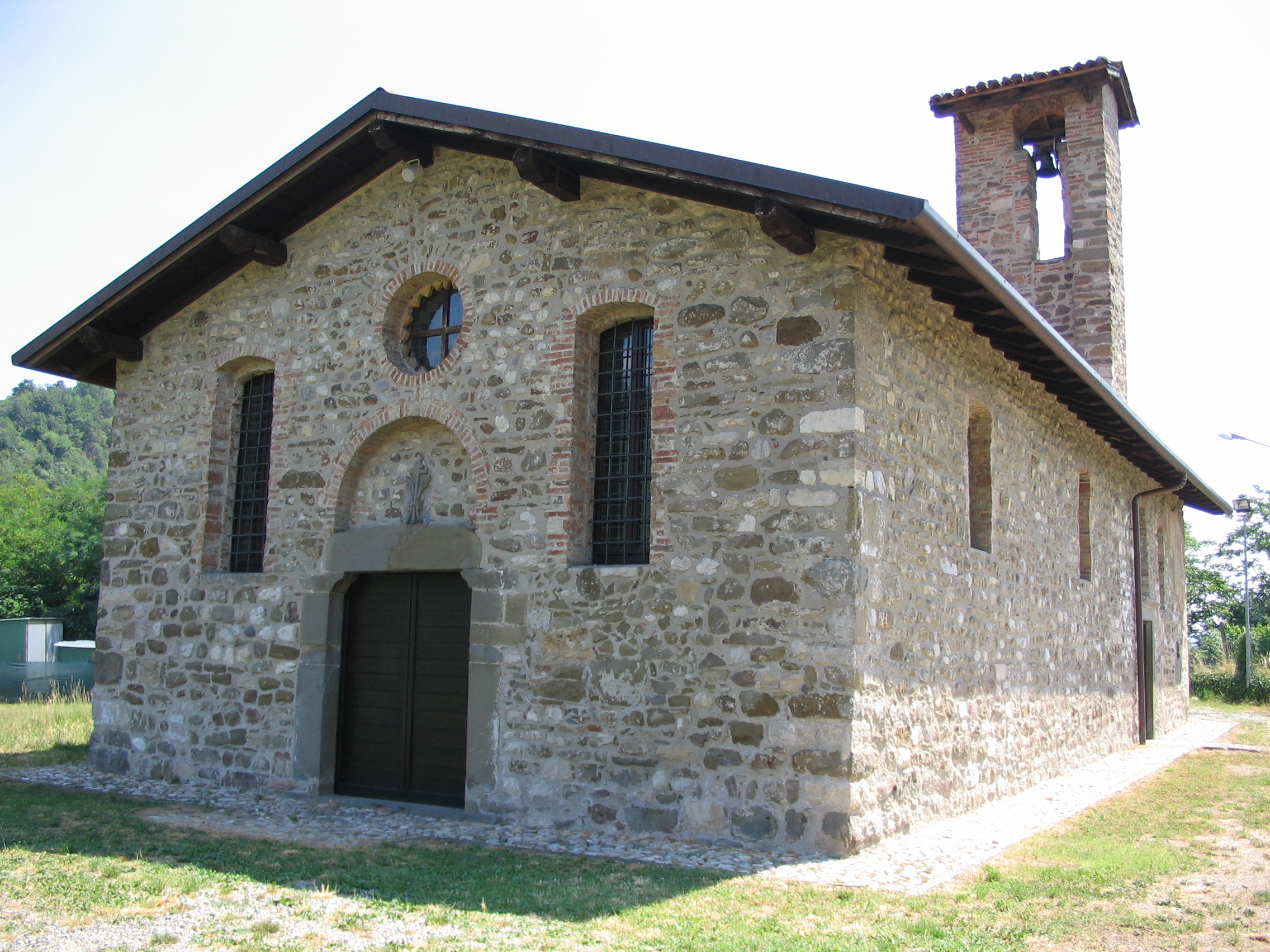
San Alessandro in Agros, chiesa romanica sec. XII
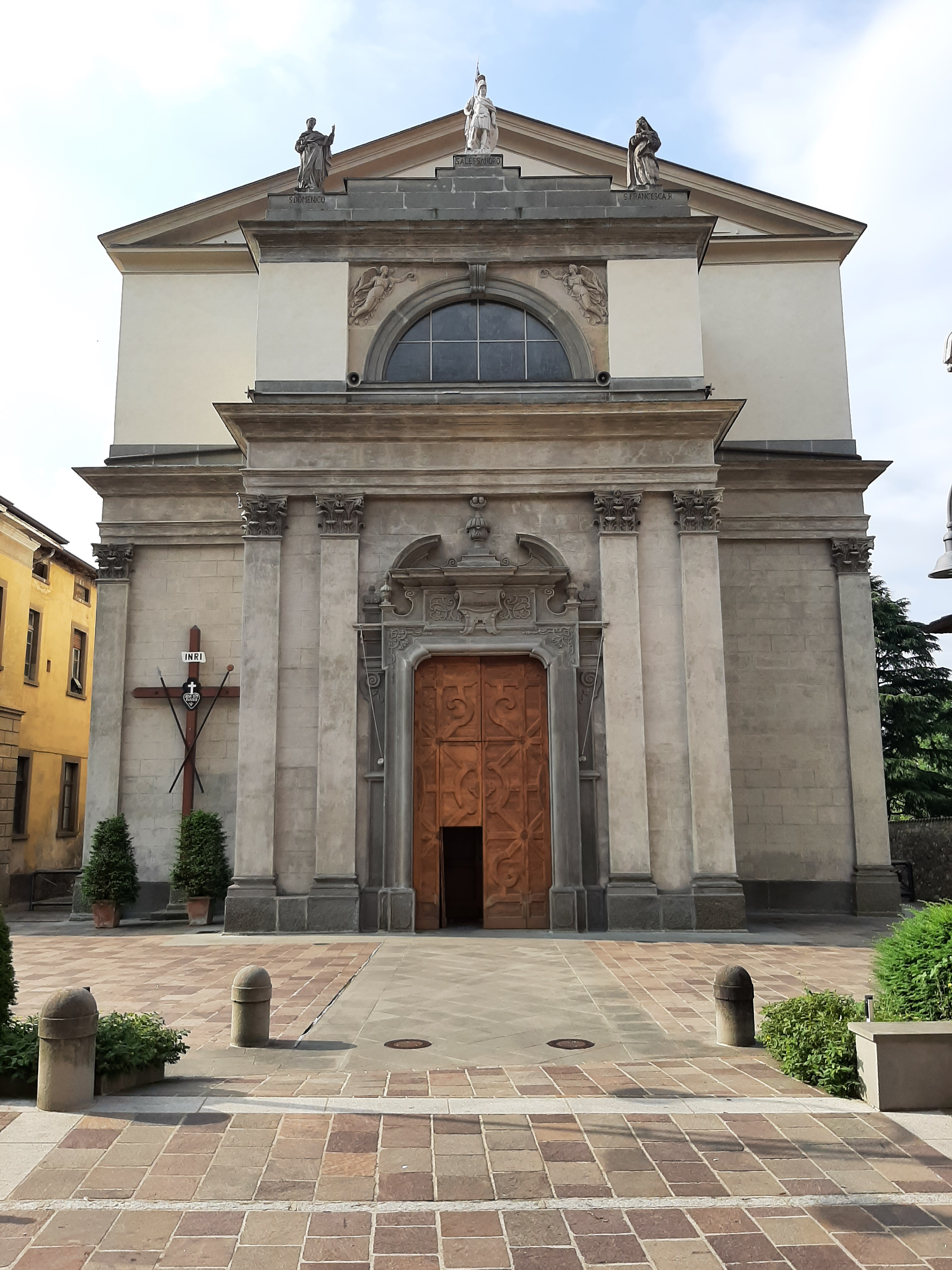
Chiesa della Santissima Trinità e Sant'Alessandro
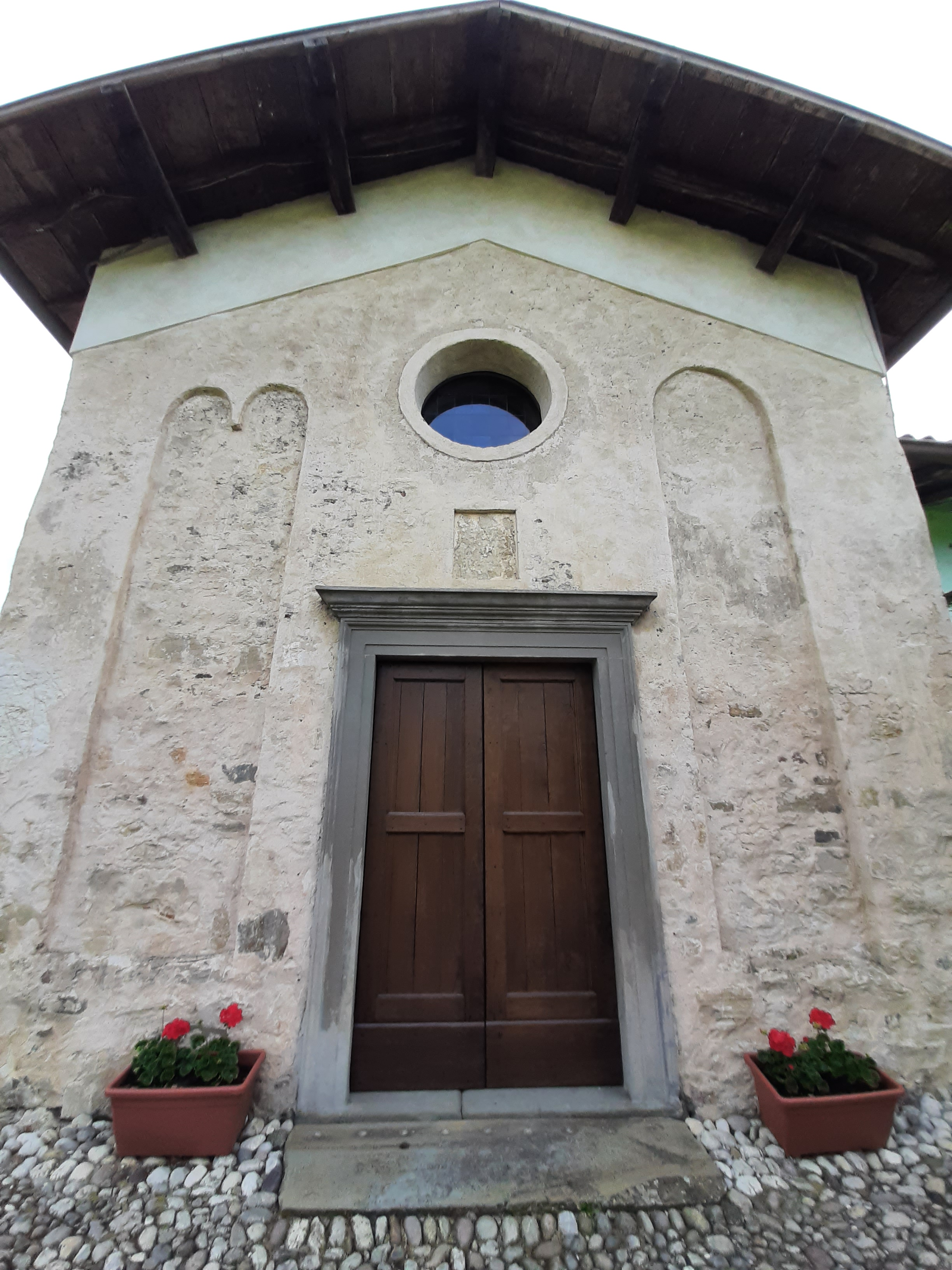
Chiesa di San Giacomo Maggiore Apostolo

## Società

### Evoluzione demografica
Abitanti censiti

### Gioco d'azzardo
Villongo è al centro di un caso emblematico riguardante il gioco d’azzardo online. Nel 2022, la spesa totale per le giocate online ha raggiunto i 22 milioni di euro, con una media pro capite di 3.948 euro, oltre tre volte superiore alla media regionale. Questa anomalia, riportata nello studio "Libro nero dell’azzardo" di Federconsumatori e CGIL, ha suscitato interrogativi su possibili fenomeni di riciclaggio o concentrazione di giocatori professionisti.

### Etnie e minoranze straniere
Secondo i dati ISTAT al 31 dicembre 2010 la popolazione straniera residente era di 1.563 persone. Le nazionalità maggiormente rappresentate in base alla loro percentuale sul totale della popolazione residente erano:
- Senegal 484 6,23%
- Albania 299 3,85%
- India 242 3,11%
- Marocco 183 2,36%
- Romania 112 1,44%
- Ministero dell'Interno Amministrative 2012 [collegamento interrotto], su comunali2012.interno.it.

## Infrastrutture e trasporti
Fra il 1901 e il 1921 la località ospitò una fermata lungo la tranvia Bergamo-Trescore-Sarnico.

## Amministrazione
Sindaco: Francesco Micheli (Centrodestra) dal 13 giugno 2022.

### Gemellaggi
Seloncourt
Seloncourt è un comune francese situato nel dipartimento del Doubs nella regione della Franca Contea.